# The Hessian Renegades
The Hessian Renegades (també titulada "1776") és una pel·lícula muda de la Biograph digirida per D. W. Griffith i protagonitzada per Owen Moore. La pel·lícula, d’una bobina, es va estrenar el 6 de setembre de 1909.

## Argument
Un jove soldat nord-americà durant la Revolució Americana té la missió de portar un missatge al general George Washington en el que s’avisa d’un imminent atac anglès. Durant el camí és descobert per un grup de hessians, soldats de Hessen-Kassel i de Hesse-Hanau (Alemanya) que donaven suport als anglesos, que el persegueixen. El jove soldat roba refugi a casa la seva família que l’amaguen però els hessians, després d’humiliar la família, l’acaben descobrint i el maten. Després d'això, amb l’ajut d’una filla el pare aconsegueix fugir de la casa i avisar diversos veïns, homes i dones, per a que l’ajudin. Aquests, armats amb pistoles, destrals i fusells, assalten la casa, alliberen la família i porten presoners i missatge a Washington.

## Repartiment
- Owen Moore (soldat nord-americà)
- Kate Bruce (mare del soldat)
- James Kirkwood (pare del soldat)
- Mary Pickford (germana del soldat)
- Gertrude Robinson (germana del soldat)
- Arthur V. Johnson (Hessià)
- George Nichols (Hessià)
- Anthony O'Sullivan (Hessià)
- Frank Powell (Hessià)
- Billy Quirk (Hessià)
- Mack Sennett (Hessià)
- George Siegmann (Hessià)
- William J. Butler (granger veí)
- Verner Clarges (granger veí)
- Robert Harron (granger veí)
- Linda Arvidson (grangera veïna)
- D. W. Griffith
- Florence Lawrence
- Marion Leonard
- Wilfred Lucas
- Lottie Pickford
- Henry B. Walthall